# Haleon
Haleon ist eine britische Gesellschaft, die aus dem Zusammenschluss der Sparten rezeptfreier Medikamente von GlaxoSmithKline und Pfizer entstand. Der Sitz des Unternehmens ist in Weybridge, Surrey, England.

## Geschichte
Das Unternehmen entstand aus dem Zusammenschluss der Sparten für rezeptfreie Medikamente der beiden Pharmakonzerne GlaxoSmithKline und Pfizer im Jahr 2019. Zuvor hatte GSK angekündigt, seine Consumer-Healthcare-Sparte ausgliedern zu wollen. GlaxoSmithKline (GSK) hielt damals zwei Drittel an dem Joint Venture und Pfizer ein Drittel.
Im Juni 2022 besaßen Pfizer 32 % und GSK 13 % der Anteile. Im Oktober 2023 reduzierte GSK seinen Anteil an Haleon auf etwas mehr als 7,4 % und im Januar 2024 erneut auf 4,2 %. Im März 2024 reduzierte Pfizer seine Beteiligung an Haleon von 32 % auf 24 %, indem es 630 Millionen Aktien verkaufte.
Haleon notiert seit Mitte Juli 2022 an der Londoner Börse. Unilever hatte mehrere Angebote für eine Übernahme gemacht. 2022 bot das Unternehmen rund 50 Milliarden Pfund, ein Angebot, das GSK ablehnte. Nestlé überlegte ein gemeinsames Angebot mit Reckitt.
Im April 2024 kündigte Haleon an, sein britisches Werk in Maidenhead zu schließen und die Zahnpastaproduktion in die Slowakei zu verlagern, während die Mundwasserproduktion an ein Drittunternehmen ausgelagert werden sollte. Im Mai 2024 wurde eine Partnerschaft zwischen Haleon und dem indischen Central Institute of Medicinal and Aromatic Plants (CIMAP), einem Labor des staatlich geführten Council of Scientific and Industrial Research (CSIR) bekannt. Die Zusammenarbeit dreht sich um den nachhaltigen Anbau von Pfefferminz in Barabanki, von der mehr als 5000 Landwirte durch den Umgang mit ertragreichen Sorten und umweltfreundlichen Technologien profitieren sollen.

## Unternehmen
Im Jahr 2021 erwirtschaftete Haleon rund 28,5 Prozent seiner Einnahmen mit Marken aus dem Bereich der Mundgesundheit.

## Marken
Haleon hält und produzierte Produkte unter einer Vielzahl von Marken. Dazu gehören unter anderem:

### Zahnpflege
(Quelle: )
- Aquafresh (en) / Odol-Med3 (de)
- Biotene
- Dr. Best
- Corega
- Odol
- Parodontax
- Polident
- Sensodyne

### Andere
- Excedrin (Mittel gegen Kopfschmerzen und Migräne)
- Fenistil (Antihistaminikum)
- Nicorette (Nikotinersatz)
- Otrivin (Nasenspray)
- Theraflu (Hustenmittel)
- Voltaren (Schmerzgel)
- Chlorhexamed (Mundspülung)

## Weiteres
Der Konzernname Haleon ist ein Kofferwort: Zum einen besteht er aus dem altenglischen Wort „hale“ (dt. „bei guter Gesundheit“) und zum anderen aus dem griechischen Fabelwesen Leon.